# École de bibliothécaires-documentalistes
Pour les articles homonymes, voir ebd.
L’ebd-les formations de l'information est l'une des écoles d'enseignement supérieur associées de l'Institut catholique de Paris. Fondée en 1935, elle forme des spécialistes de l’information et de la documentation.

## Historique
Fondée en 1935, l'ebd est l'une des plus anciennes écoles formant des bibliothécaires toujours en activité. Succédant à l'école franco-américaine qui fonctionna 10 rue de l'Elysée, dans les locaux de The American Library in Paris, de 1923 à 1929, l'école trouve ses origines dans le souhait de la ligue féminine d'action catholique de fonder une école de bibliothécaires. La ligue s'appuie pour cela sur Gabriel Henriot, alors inspecteur des bibliothèques de la ville de Paris,. Ce dernier convainc plusieurs bibliothécaires de ses connaissances de le rejoindre : Colette Meuvret, Aline Payen et Violette Coeytaux. Le premier cours est donné le 12 novembre 1935. 

## Formations
L’école délivre :
- un titre certifié RNCP de niveau 5 de "Médiateur de l'information et du numérique" en formation initiale ou continue ou VAE[8];
- un titre certifié RNCP de niveau 6 de "Gestionnaire de l'information numérique» en formation initiale ou continue ou VAE[9];
- un titre certifié RNCP de niveau 7 de "Manager de l'information numérique" en formation initiale ou continue ou VAE[10];

Ce parcours de formation permet de se former aux nouveaux métiers du traitement de l'information tout en conservant les fondamentaux des métiers classiques de bibliothécaire et documentaliste. Les fonctions exercées sont variées (chef de projet documentaire, records manager, administrateur de bases de données, webmestre éditorial, knowledge manager, chargé de veille, documentaliste audiovisuel...) dans des structures diverses. Les anciens diplômés sont réunis au sein de l’ADEBD, « association des anciens diplômés de l'EBD ». 
Depuis 2010, l'école propose l'alternance en contrat d'apprentissage ou de professionnalisation.
De 2018 à 2022, elle délivre en partenariat avec l'Institut catholique de Paris et en convention avec l'université Rennes 2 les diplômes universitaires suivants :
- Licence 3 information-communication parcours gestion des ressources documentaires[11];
- Master Communication des organisations parcours Management de l'information[12];

Depuis le 17 février 2021, l'école est certifiée qualiopi. La certification qualité a été délivrée à l'ebd-les formations de l'information au titre de la catégorie suivante : ACTIONS DE FORMATION
Depuis Septembre 2022, elle délivre en partenariat avec l'Institut catholique de Paris et en convention avec le Rectorat de Paris les diplômes universitaires suivants : 
- Licence 3 information-communication parcours gestion des ressources documentaires[11];
- Master Communication des organisations parcours Management de l'information[12]

Depuis le 26 septembre 2022, l'école propose de suivre la formation de bibliothécaire documentaliste  titre certifié RNCP de niveau 5 en cours du soir 100% à distance. Les cours ont lieu du lundi au jeudi de 19h00 à 21h00 à distance. 